# Robert d'Oilly

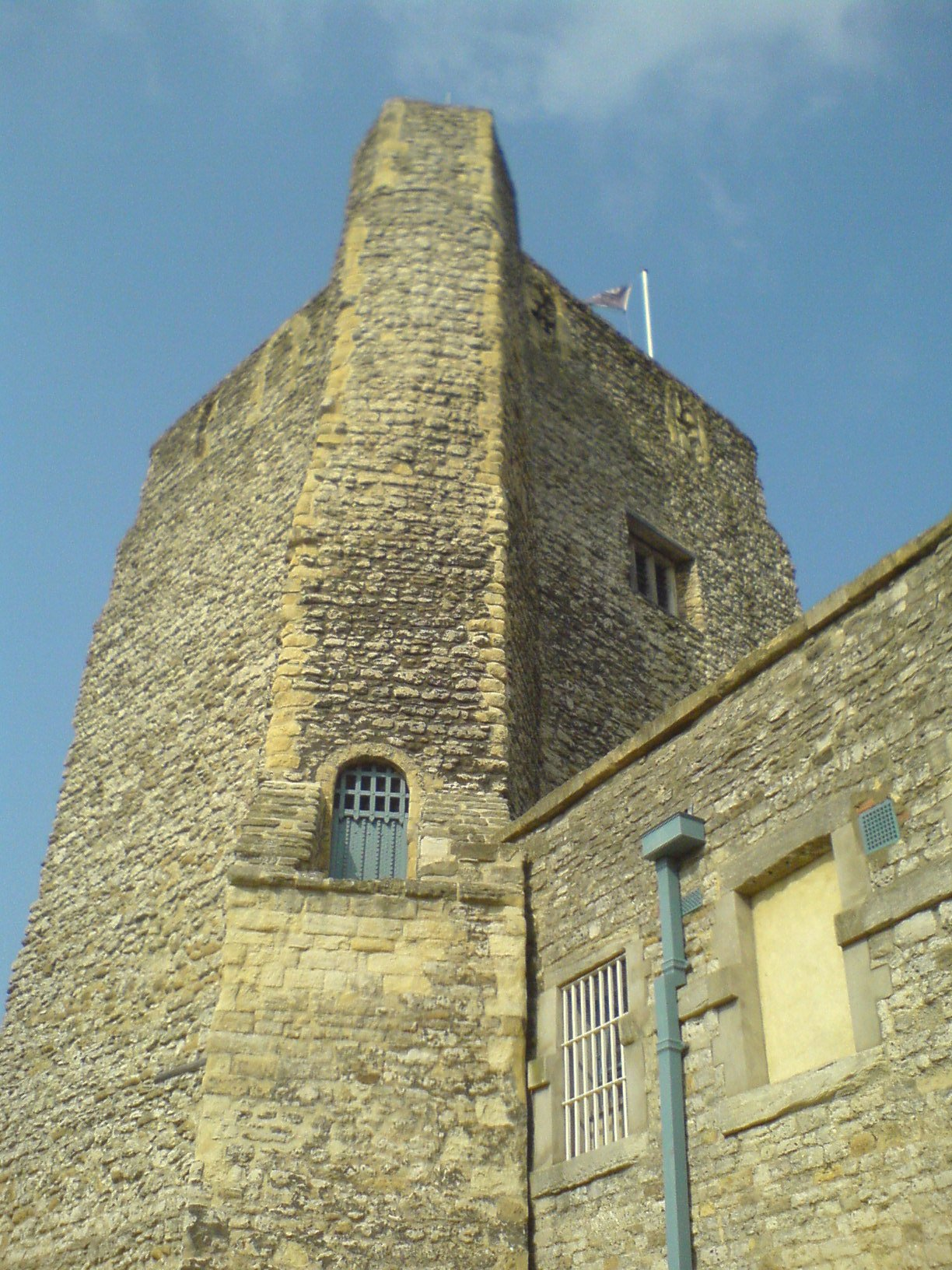
Château d'Oxford

Robert d'Oilly (également orthographié D'Oyley de Liseaux, Doyley, d'Oiley, D'Oyly, D'Oyley et Roberti de Oilgi) († septembre, vers 1092), fut un noble et un administrateur anglo-normand.

## Biographie
Les ascendants de Robert d'Oilly sont inconnus, mais on sait qu'il avait deux frères, Néel et Gilbert. Il tire son toponyme d'Ouilly-le-Vicomte, près de Lisieux.
Robert d'Oilly est très probablement un serviteur de la maison ducale qui accède à des fonctions importantes grâce à sa présence dans le proche entourage du duc Guillaume Le Bâtard (plus tard le Conquérant). Son nom apparaît pour la première fois dans une ordonnance royale de 1067. Il y est mentionné en tant que ministre, et semble donc être un membre important de la nouvelle administration normande en Angleterre. Son futur rôle de constable royal, qui deviendra héréditaire dans sa famille, appuie cette supposition.
Il s'installe en Angleterre, et dans les deux premières années de la conquête normande de l'Angleterre, il épouse Ealdgyth, la fille du riche Wigod, seigneur anglo-saxon de Wallingford, qui collabore avec les nouveaux maîtres du royaume. Après la mort de Wigod, Robert hérite d'une bonne partie de ses terres, notamment dans le Hertfordshire. Dans le Warwickshire, il est aussi tenant de terres appartenant à Thorkill de Warwick, un anglo-danois loyal au Conquérant. Dans le Domesday Book, il est mentionné comme tenant des terres dans onze comtés,. 80 % des revenus générés par ses terres viennent des comtés de Berkshire, Buckinghamshire et Oxfordshire. Ces terres lui procurent un revenu annuel estimé à 260 livres sterling. Les terres inféodées à des sous-tenants génèrent des revenus de 160 livres sterling annuellement.
Certains de ses domaines sont tenus conjointement avec Roger d'Ivry. Il a une relation particulière avec ce dernier, car ils sont « frères ligués et fédérés par la foi et le serment, »
À partir de 1071, il fait construire le château d'Oxford. Ce château reste toute sa vie sous sa responsabilité. Il occupe probablement les fonctions de shérif du Warwickshire, et peut-être de l'Oxfordshire et du Berkshire. Il apparaît dans le Domesday Book comme juge dans des conflits de propriété foncière. Bien qu'implanté en Angleterre, il est un témoin fréquent des ordonnances royales, et il accompagne Guillaume le Conquérant en Normandie lors du siège de Sainte-Suzanne en 1084.
À l'abbaye d'Abingdon, il reste dans les mémoires comme « un spoliateur des églises et des pauvres », car il l'avait dépouillé de la plupart de ses biens et de ses terres. À la suite d'un cauchemar dans lequel il se voit condamné par la Vierge Marie, il change d'attitude et devient un protecteur de l'Église et des pauvres. Après avoir œuvré la fin de sa vie pour réparer ses erreurs, les moines acceptent qu'il soit inhumé dans la salle capitulaire de l'abbaye d'Abingdon.
Il meurt un mois de septembre vers 1092, probablement à Oxford. C'est son frère Néel qui lui succède dans ses terres et fonctions, car il n'a pas d'héritier mâle. Sa fille Maud épouse Miles Crispin, lord de Wallingford, et ce dernier hérite de quelques-unes des anciennes seigneuries de Wigod.
Associé à Roger d'Ivry, il fonde la collégiale Saint-Georges du château d'Oxford, en 1074. Il fait construire un pont de 17 arches pour traverser la Tamise. Pour John Blair, c'est probablement le premier pont en pierre majeur de la période post-romaine d'Europe de l'Ouest. Ce pont aida sans doute Oxford à devenir une ville importante dans les siècles qui suivirent.

### Sources
- (en) Cet article est partiellement ou en totalité issu de l’article de Wikipédia en anglais intitulé « Robert D'Oyly » (voir la liste des auteurs).
- John Blair, « D'Oilly, Robert (d. c.1092) », Oxford Dictionary of National Biography, Oxford University Press, 2004.